# ملحمة الشفق: بزوغ الفجر - الجزء 2
ملحمة الشفق: بزوغ الفجر - الجزء 2 (بالإنجليزية: The Twilight Saga: Breaking Dawn – Part 2) هو فيلم فنتازيا أُصدر في الولايات المتحدة سنة 2012. وهو خامس فيلم في سلسلة أفلام ملحمة الشفق. الفيلم من إخراج بيل كوندون.

## القصة
تدور أحداث الفيلم حول الطفلة رينيزمي «ماكينزي فوي» التي منذ ولادتها تحاول القبائل المستذئبة قتلها بينما تكون بيلا تحولت إلى مصاصة دماء حيث تكون غاية في القوة أكثر من إدوارد، بسبب الادعاءات الكاذبة التي تشيع بعد ولادتها من قبل ابنة عم إدوارد وأنها ستشعل حرب خطيرة بين المستذئبين والفولتورين، حيث يدعى الفولتورين أنها طفلة خالدة ويجب قتلها حتى لا تقتلهم جميعا، فتقف عائلة كولين جميعها في وجه كل من يريد قتل تلك الطفلة، مستعينين بأصدقائهم واقاربهم واخرون من دول العالم.
ولقد رأت اليس اخت ادوارد بالتبنى رؤيا عن الحرب التي ستقام وعرفت ان من المحتمل ان تقتل بيلا وادوارد فقامت بالهرب والاستعداد للتفكير في حلا يمنع هذه الحرب ولكنها احبت ان تخبر بيلا ولكنها لاتريد ان يعرف ادوارد بهذا وعندما جاء وقت الحرب ظهرت اليس مجددا ومعها الدليل القاطع على منع الحرب وبهذا تنتهى الحرب بين الفولتورى وعائلة الكولن وعاشت بيلا مع ابنتها رينزمى وادوارد للابد.

## الممثلون
- كريستين ستيوارت
- روبرت باتينسون
- تايلور لوتنر
- توني تراكس
- رامي مالك

## الميزانية والإيرادات
بلغت تكلفة إنتاج الفيلم حوالي 120 مليون دولار بينما حقق أرباحا تقدر بـ 829,685,377 دولار.

## روابط خارجية
- ملحمة الشفق: بزوغ الفجر - الجزء 2 على موقع IMDb (الإنجليزية)
- ملحمة الشفق: بزوغ الفجر - الجزء 2 على موقع ميتاكريتيك (الإنجليزية)
- ملحمة الشفق: بزوغ الفجر - الجزء 2 على موقع روتن توميتوز (الإنجليزية)
- ملحمة الشفق: بزوغ الفجر - الجزء 2 على موقع نتفليكس (الإنجليزية)
- ملحمة الشفق: بزوغ الفجر - الجزء 2 على موقع قاعدة بيانات الأفلام العربية
- ملحمة الشفق: بزوغ الفجر - الجزء 2 على موقع ألو سيني (الفرنسية)
- ملحمة الشفق: بزوغ الفجر - الجزء 2 على موقع أول موفي (الإنجليزية)
- ملحمة الشفق: بزوغ الفجر - الجزء 2 على موقع بوكس أوفيس موجو (الإنجليزية)
- ملحمة الشفق: بزوغ الفجر - الجزء 2 على موقع فيلمافينيتي (الإسبانية)
- ملحمة الشفق: بزوغ الفجر - الجزء 2 على موقع قاعدة بيانات الأفلام السويدية (السويدية)